# Mistrovství světa v plážovém fotbale 2002
Mistrovství světa v plážovém fotbale 2002 bylo 8. ročníkem MS v plážovém fotbale, které se konalo poprvé na dvou místech v brazilských městech Vitória a Guarajá v období od 13. do 20. ledna 2002. Účastnilo se ho 8 týmů, které byly rozděleny do 2 skupin po 4 týmech. Ze skupiny postoupily do vyřazovací fáze první a druhý celek. Vyřazovací fáze zahrnovala 4 zápasy. Brazílie postoupila do finále, ve kterém porazila Portugalsko 6:5 a posedmé tak vyhrála mistrovství světa. Nováčkem turnaje byl tým Thajska.

## Stadion
Mistrovství se odehrálo na jednom stadionu v jednom hostitelském městě: Copacabana Beach Soccer Arena (Rio de Janeiro).
| Rio de Janeiro                  |
| ------------------------------- |
| Copacabana Beach Soccer Arena   |
| Kapacita: 10 000 Rio de Janeiro |

## Týmy

### Kvalifikace
Nejlepší týmy, které se umístily na prvních třech místech v Evropské lize plážového fotbalu 2001 se kvalifikovali na MS 2002. Portugalsko si účast zajistilo umístěními na minulých MS. Ostatní reprezentace byly pozvány. Afrika, Severní Amerika a Oceánie nebyla zastoupena žádným týmem.
| - Asie (AFC) - Thajsko - Jižní Amerika (CONMEBOL) - Argentina - Uruguay |  | - Evropa (UEFA) - Portugalsko - Itálie - Francie - Španělsko - Hostitel - Brazílie |

## Zápasy
Čas každého zápasu je uveden v lokálním čase.

### Skupinová fáze
| Vysvětlivky                                          |
| ---------------------------------------------------- |
| Týmy na prvních dvou místech postupují do semifinále |
| Vítěz zápasu je tučně zvýrazněn                      |

#### Skupina A
| Tým       | Z | V | R | P | VG | IG | +/− | B |
| --------- | - | - | - | - | -- | -- | --- | - |
| Brazílie  | 3 | 3 | 0 | 0 | 17 | 4  | +13 | 9 |
| Thajsko   | 3 | 1 | 1 | 1 | 8  | 13 | −5  | 4 |
| Španělsko | 3 | 1 | 0 | 2 | 11 | 9  | +2  | 3 |
| Francie   | 3 | 0 | 0 | 3 | 9  | 19 | −10 | 0 |

| 13. ledna 2002 10:00 |       |         |                       |
| Brazílie             | 6 : 0 | Thajsko | Pláž Camburi, Vitória |
|                      |       |         | Pláž Camburi, Vitória |

| 15. ledna 2002 18:00 |       |         |                       |
| Španělsko            | 7 : 2 | Francie | Pláž Enseada, Guarujá |
|                      |       |         | Pláž Enseada, Guarujá |

| 16. ledna 2002 17:00 |       |         |                       |
| Thajsko              | 5 : 4 | Francie | Pláž Enseada, Guarujá |
|                      |       |         | Pláž Enseada, Guarujá |

| 16. ledna 2002 19:00 |       |           |                       |
| Brazílie             | 4 : 1 | Španělsko | Pláž Enseada, Guarujá |
|                      |       |           | Pláž Enseada, Guarujá |

| 17. ledna 2002 17:00 |                  |           |                       |
| Thajsko              | 3 : 3 1 : 0 pen. | Španělsko | Pláž Enseada, Guarujá |
|                      |                  |           | Pláž Enseada, Guarujá |

| 17. ledna 2002 19:00 |       |         |                       |
| Brazílie             | 7 : 3 | Francie | Pláž Enseada, Guarujá |
|                      |       |         | Pláž Enseada, Guarujá |

#### Skupina B
| Tým         | Z | V | R | P | VG | IG | +/− | B |
| ----------- | - | - | - | - | -- | -- | --- | - |
| Portugalsko | 3 | 3 | 0 | 0 | 20 | 11 | +9  | 9 |
| Uruguay     | 3 | 2 | 0 | 1 | 18 | 10 | +8  | 6 |
| Itálie      | 3 | 1 | 0 | 2 | 14 | 16 | −2  | 3 |
| Argentina   | 3 | 0 | 0 | 3 | 12 | 27 | −15 | 0 |

| 15. ledna 2002 17:00 |       |           |                       |
| Itálie               | 8 : 6 | Argentina | Pláž Enseada, Guarujá |
|                      |       |           | Pláž Enseada, Guarujá |

| 15. ledna 2002 19:00 |       |         |                       |
| Portugalsko          | 6 : 3 | Uruguay | Pláž Enseada, Guarujá |
|                      |       |         | Pláž Enseada, Guarujá |

| 16. ledna 2002 18:00 |       |        |                       |
| Portugalsko          | 6 : 4 | Itálie | Pláž Enseada, Guarujá |
|                      |       |        | Pláž Enseada, Guarujá |

| 16. ledna 2002 20:00 |        |           |                       |
| Uruguay              | 11 : 2 | Argentina | Pláž Enseada, Guarujá |
|                      |        |           | Pláž Enseada, Guarujá |

| 17. ledna 2002 18:00 |       |           |                       |
| Portugalsko          | 8 : 4 | Argentina | Pláž Enseada, Guarujá |
|                      |       |           | Pláž Enseada, Guarujá |

| 17. ledna 2002 20:00 |       |        |                       |
| Uruguay              | 4 : 2 | Itálie | Pláž Enseada, Guarujá |
|                      |       |        | Pláž Enseada, Guarujá |

## Vyřazovací fáze
18. leden byl přidělen jako den odpočinku.
|  | Semifinále | Semifinále  | Semifinále |  |  | Finále      | Finále      | Finále      |
|  |            |             |            |  |  |             |             |             |
|  |            | Brazílie    | 8          |  |  |             |             |             |
|  |            | Uruguay     | 4          |  |  |             |             |             |
|  |            |             |            |  |  |             | Brazílie    | 6           |
|  |            |             |            |  |  |             | Portugalsko | 5           |
|  |            | Thajsko     | 2          |  |  |             |             |             |
|  |            | Portugalsko | 3          |  |  | Třetí místo | Třetí místo | Třetí místo |
|  |            |             |            |  |  |             | Uruguay     | 5           |
|  |            |             |            |  |  |             | Thajsko     | 3           |

#### Semifinále
| 19. ledna 2002 9:00 |       |         |                       |
| Portugalsko         | 3 : 2 | Thajsko | Pláž Enseada, Guarujá |
|                     |       |         | Pláž Enseada, Guarujá |

| 19. ledna 2002 10:00 |       |         |                       |
| Brazílie             | 8 : 4 | Uruguay | Pláž Enseada, Guarujá |
|                      |       |         | Pláž Enseada, Guarujá |

#### O 3. místo
| 20. ledna 2002 8:30 |       |         |                       |
| Uruguay             | 5 : 3 | Thajsko | Pláž Enseada, Guarujá |
|                     |       |         | Pláž Enseada, Guarujá |

#### Finále
| 20. ledna 2002 10:00 |       |             |                       |
| Brazílie             | 6 : 5 | Portugalsko | Pláž Enseada, Guarujá |
|                      |       |             | Pláž Enseada, Guarujá |